# Ibis sacré
Threskiornis aethiopicus
Espèce
Statut CITES
Statut de conservation UICN

 LC  : Préoccupation mineure
Répartition géographique

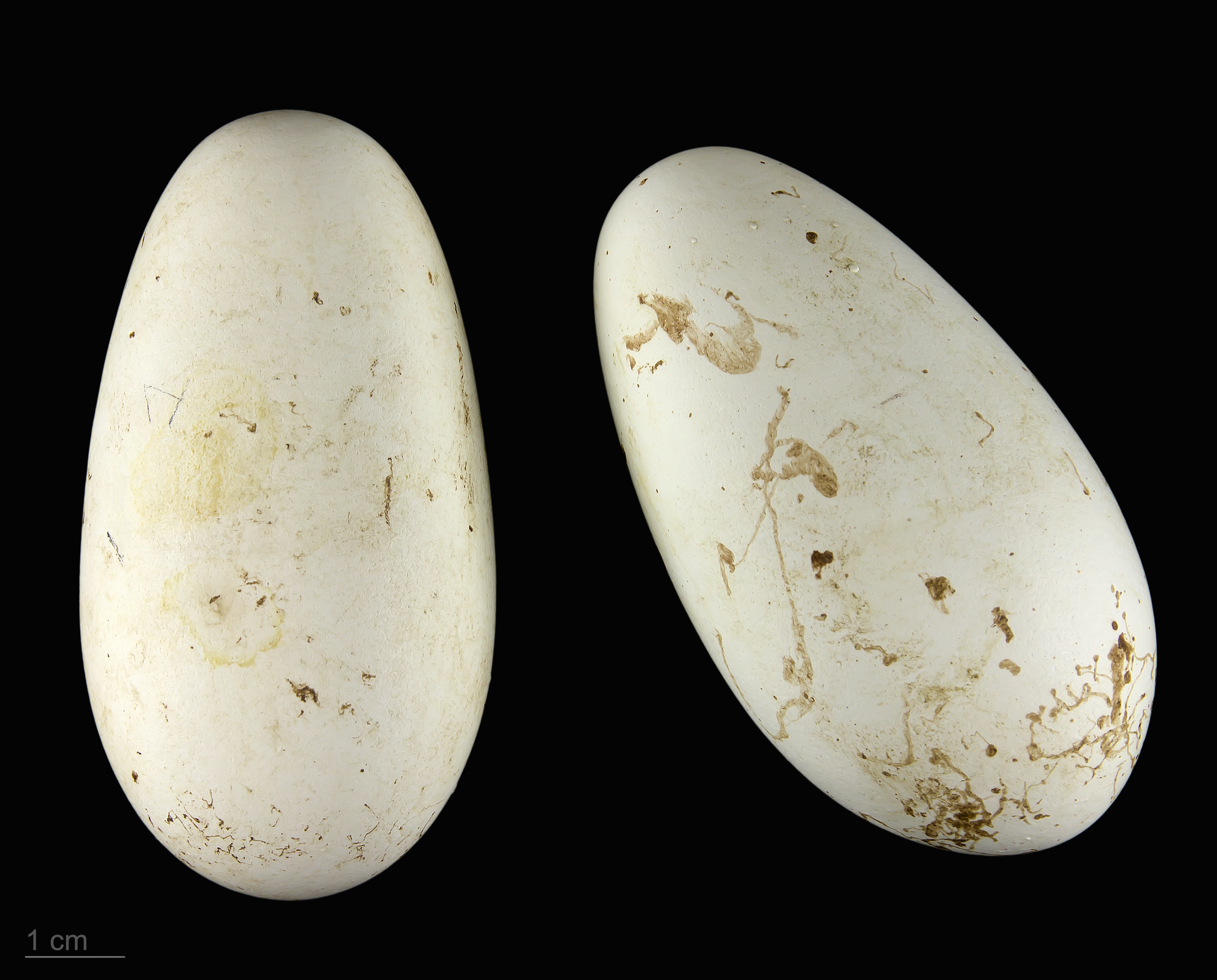
Threskiornis aethiopicus au MHNT.

L'Ibis sacré (Threskiornis aethiopicus) est une espèce d'oiseaux de la famille des Threskiornithidae (qui comprend les ibis et les spatules) qui vit en Afrique sub-saharienne, en Irak et autrefois en Égypte, où il était vénéré et souvent momifié comme symbole du dieu Thot. Pour les Égyptiens, il était le symbole du savoir et de la religion ainsi que l'un des douze animaux sacrés associé aux douze heures du jour et de la nuit.
Il a été également introduit involontairement en France depuis le début des années 1990 à partir du parc de Branféré. Des populations férales (issues d'échappés de captivité) de cet oiseau sont présentes en Bretagne, notamment dans le golfe du Morbihan, dans le Sud-Finistère (Pays Bigouden et région de Quimper), en Ille-et-Vilaine, dans l'estuaire de la Loire et les marais de Guérande et les Marais de Goulaine, mais aussi sur l'île de Ré. Des oiseaux sont également observés dans l'estuaire de la Gironde et aussi dans l'Aude.

## Description

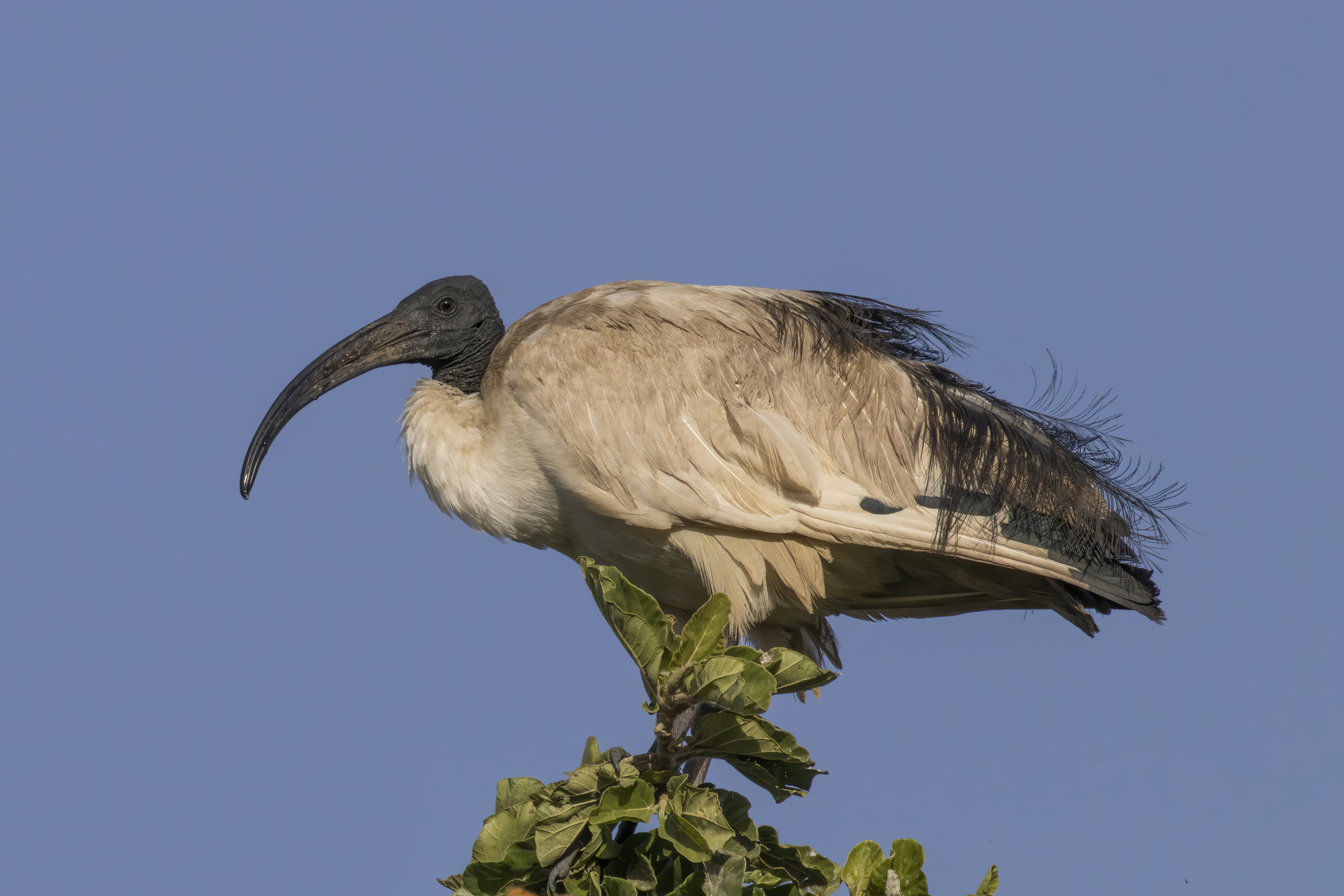
Ibis sacré près du lac Ziway en Éthiopie. Décembre 2017.

L'ibis sacré est un oiseau de taille moyenne, de 65 à 75 cm, d'une envergure de 112 à 124 cm et d'une masse allant de 1 250 à 1 500 g. Son plumage est blanc, à l'exception de l'extrémité des ailes et du bas du dos, de couleur noire. Sa tête nue est également noire, comme ses pattes. Il possède un long bec recourbé très caractéristique. Le dimorphisme sexuel est absent. En revanche, les jeunes sont très facilement reconnaissables par la présence de plumes sur la tête et sur le cou, qu'ils perdront entre l'âge de deux et trois ans.

## Écologie et comportement

### Alimentation
Cette espèce se nourrit de mollusques, de grenouilles, de lézards et de poissons mais aussi d'œufs et de poussins d'oiseaux. Il peut se nourrir aussi bien sur terre que dans l'eau, et est capable de fouiller la vase à l'aide de son bec recourbé pour trouver de la nourriture.

### Reproduction
L'ibis sacré niche en colonies, occasionnellement mixtes avec d'autres oiseaux comme les cigognes, les aigrettes ou les cormorans. Son nid est composé de branches et réutilisé d'année en année. La femelle peut pondre entre deux et quatre œufs, qui mettent en moyenne 28 jours à éclore. Les jeunes ibis quittent le nid entre deux et trois semaines après l'éclosion et la colonie après quarante jours.

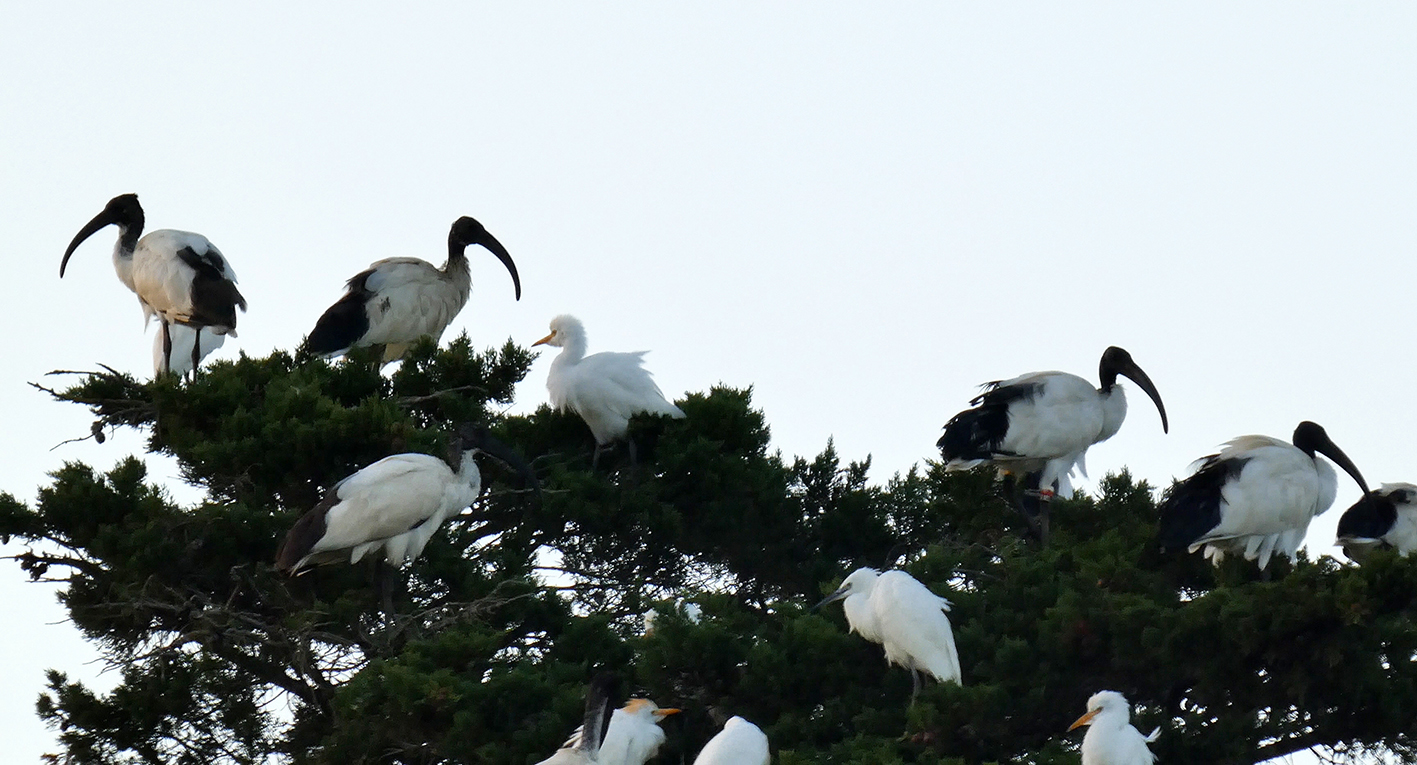
Ibis Sacrés en dortoir avec des Hérons Garde-Boeufs et des Aigrettes Garzettes.

## Répartition et habitat

### Répartition
L'ibis sacré est natif de l'Afrique subsasharienne, ainsi que d'une petite partie du sud-est de l'Irak. Il était autrefois présent dans le nord de l'Afrique, en particulier en Égypte, mais a disparu de cette région aux alentours de 1850 (le dernier spécimen aurait été vu en 1864, bien que ce témoignage soit remis en doute).
Son aire de répartition s'est étendue vers le sud de l'Afrique durant le 20e siècle, avec des premières colonies d'ibis au Zimbabwe et en Afrique du Sud dans les années 1970. Il y est maintenant plutôt commun.
Initialement répandu en Irak, il a largement décliné au 20e siècle, et s'est réduit à une unique colonie de 27 individus en 2008. Il a également pu être observé très rarement au Koweït et en Iran.
L'espèce a également été introduite dans de nombreuses régions du monde, en particulier dans plusieurs pays d'Europe où il est maintenant considéré comme envahissant, ainsi qu'en Floride, à Taïwan, aux Émirats arabes unis et aux îles Canaries.

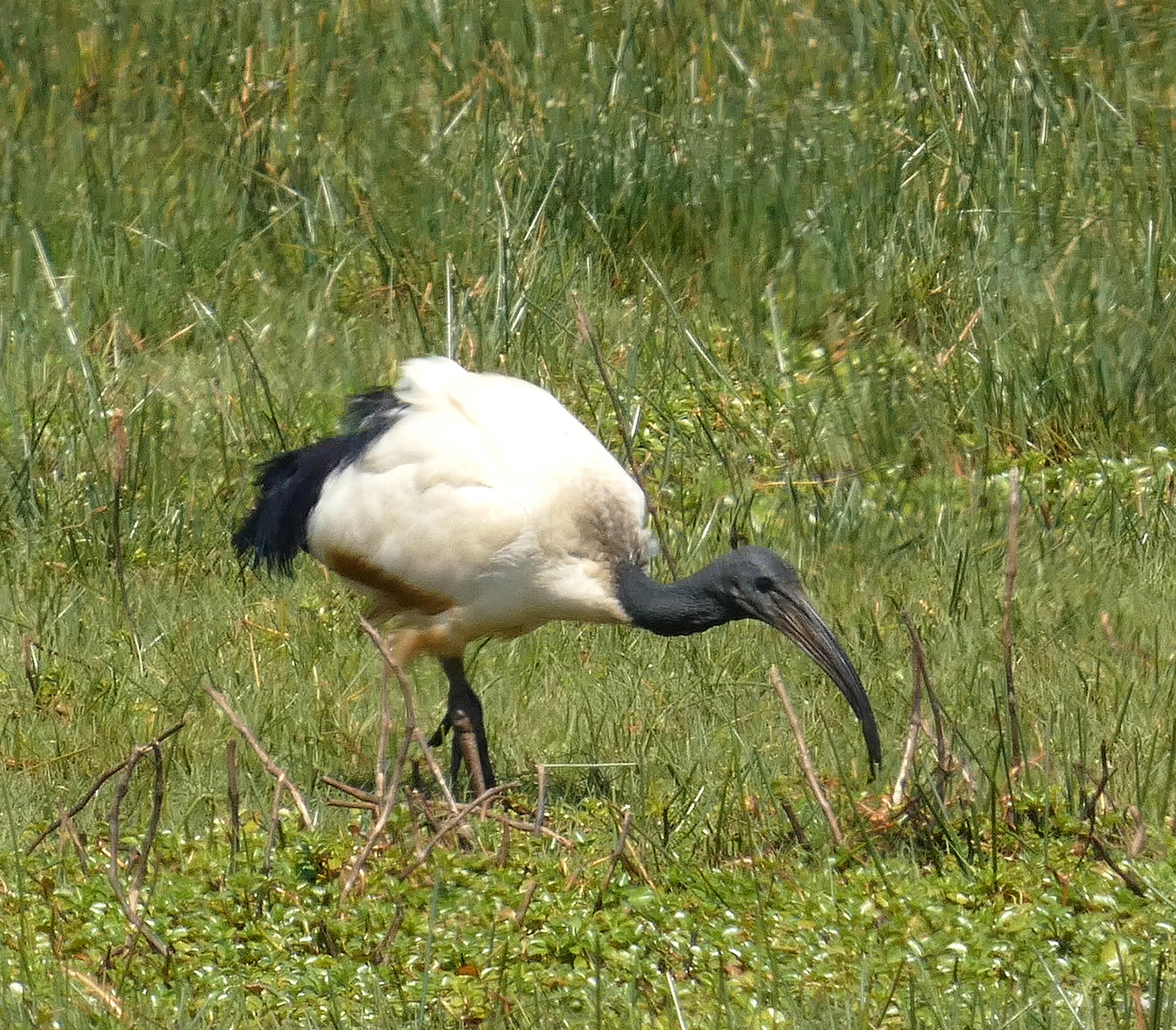
L'Ibis Sacré apprécie beaucoup les écrevisses de Louisiane qui prolifèrent dans le marais de Brière (France).

### Habitat
L'ibis sacré apprécie les marécages, que ce soit sur les côtes ou à l'intérieur des terres. Il niche généralement dans les arbres proches de l'eau.

## L'ibis sacré et l'être humain

### Mythologie
Dans l'Égypte antique, l'ibis sacré a longtemps été momifié et donné en offrande au dieu Thot, qui représente la sagesse et la raison et dont la tête est celle d'un ibis. Des pèlerins de toute l'Égypte apportaient des milliers d'ibis aux principaux temples chaque année ; on estime que près de huit millions d'ibis ont été enterrés par les anciens Égyptiens au total, sur une période s'étendant de 1100 av. J.-C. jusqu'à 30 av. J.-C.. Il est possible que des fermes d'ibis aient été établies à travers l'Égypte pour produire suffisamment d'oiseaux, mais une analyse de l'ADN mitochondrial suggère que la majorité des oiseaux étaient capturés à l'état sauvage.
Deux hiéroglyphes égyptiens le représentent, l'Ibis sacré, et l'Ibis sacré sur un pavois.

### Espèce invasive

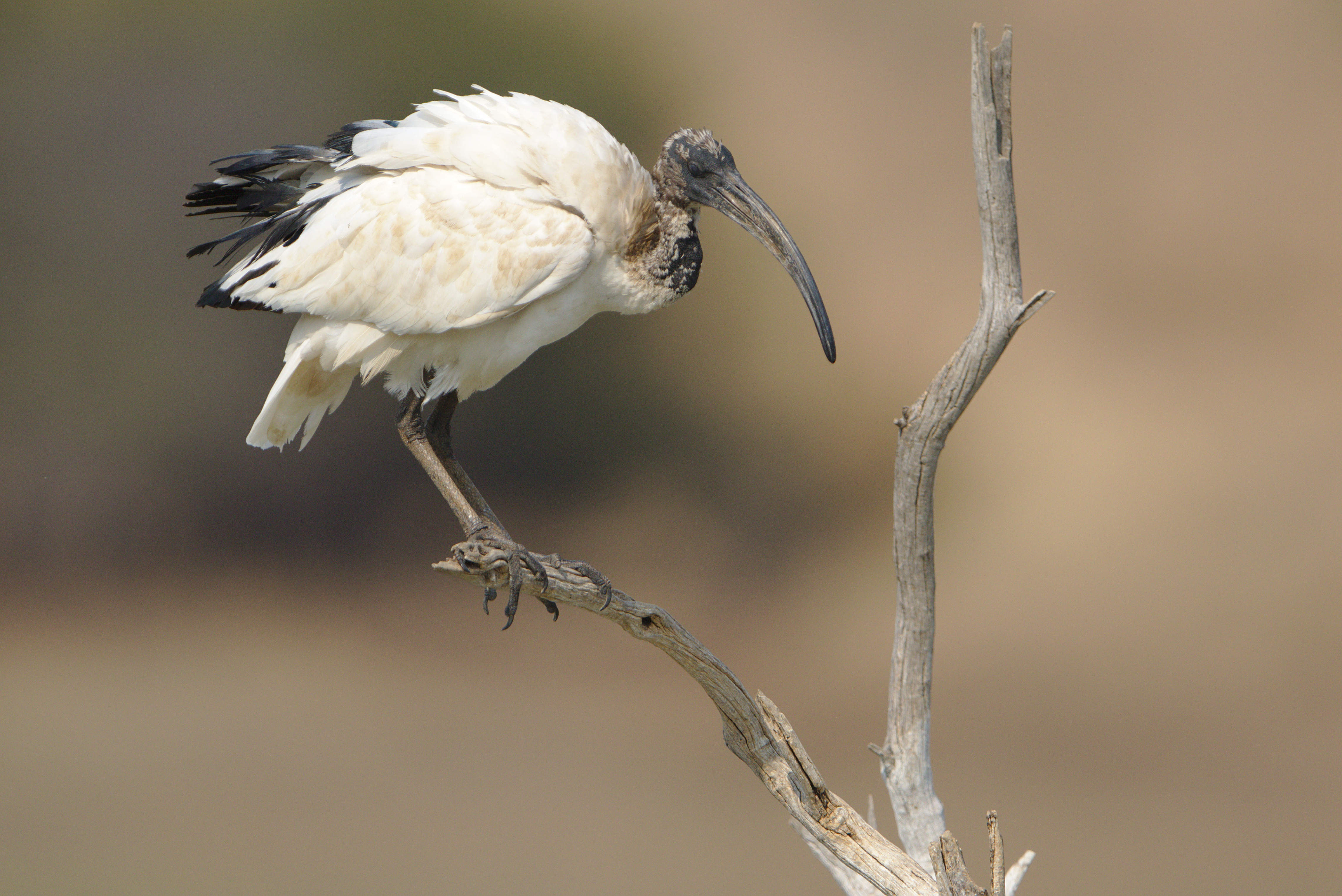
Ibis sacré, P. N. Pilanesberg.

En Europe, l'Ibis sacré est inscrit depuis 2016 dans la liste des espèces exotiques envahissantes préoccupantes pour l’Union européenne. Cela signifie que cette espèce ne peut pas être importée, élevée, transportée, commercialisée, ou libérée intentionnellement dans la nature, et ce nulle part dans l’Union européenne.
Cette espèce s'est échappée d'un parc zoologique, le Parc de Branféré dans le Morbihan. Une autre population commence à se développer sur le pourtour méditerranéen (Camargue).
Plusieurs cas de prédation par les Ibis ont été observés sur des colonies d'autres espèces, notamment Sterne caugek Sterna sandvicensis et Sterne pierregarin Sterna hirundo ou encore Guifette noire Chlidonias niger. Dans certaines colonies, un grand nombre de pontes ont été ainsi détruites. Les Ibis attrapent également les poussins.
Les gestionnaires d’espaces protégés (SEPNB, LPO, PNR, ONCFS...) s'accordent aujourd'hui pour « considérer que l’expansion de cette espèce introduite pose un problème de conservation du patrimoine naturel », et qu’une intervention est nécessaire. La prolifération des espèces exotiques envahissantes représente aujourd'hui la seconde cause mondiale de perte de biodiversité après la destruction des habitats.
Bien qu'aucune étude d'impact préalable ne semble avoir été menée sur les 5 000 individus recensés, en mai 2008 a été lancée une campagne d'éradication en Loire-Atlantique et dans le Morbihan où ils sont tirés par des agents de l'office national de la chasse. Des associations régionalistes se sont opposées à ces mesures, renommant l'espèce « ibis breton », s'opposant à ce qui est perçu comme une appropriation du territoire par les services de l'État.
En 2013, une étude du CNRS, de l'Unité de recherches Ecobio de Rennes, montre que l'ibis sacré n'est pas une menace pour d'autres espèces mais qu'elle en favorise certaines comme la spatule blanche et limite le développement de l'écrevisse de Louisiane, une espèce considérée comme invasive.